# Embalse La Mariposa
El Embalse La Mariposa está ubicado en la carretera nacional Las Mayas, a 8 kilómetros de Caracas 10°24′15″N 66°55′30″O / 10.40417, -66.92500 fue construido con el propósito de abastecer de agua a la ciudad de Caracas, su obras se ejecutaron entre los años de 1946  a 1949 sobre el curso del Río El Valle, con un área tributaria de 46 kilómetros cuadrados y una capacidad de 8.700.000 metros cúbicos y localizada a una altura 981 m s. n. m. Este embalse producto de las aguas de su propia cuenca recibe unos 400 litros por segundo a partir de 1957 se inició un proceso de alimentación principalmente por las aguas bombeadas del Sistema Tuy I desde el Río Tuy. Entre los principales afluentes del embalse La Mariposa se hallan: el río El Valle, quebrada Cuji y quebrada El Indio.

## Historia
El embalse La Mariposa constituyó la primera obra hidráulica con la que la ciudad de Caracas tuvo un moderno y eficiente servicio de acueducto. Con la construcción de este embalse y el de Agua Fría a un costo de 110 millones de Bolívares Caracas completa el cuarto sistema de acueducto de su historia.  Se inició su construcción en el año de 1946 durante el mandato de Presidente Isaías Medina Angarita y se concluyó en el año de 1949 durante el gobierno del Presidente Rómulo Gallegos; la obra estuvo a cargo de la empresa constructora Diques y Canales C.A.
Para el año de 1983 Venezuela organiza en Caracas los IX Juegos Panamericanos y el embalse La Mariposa fue la sede de los deportes de remo. Aún en la actualidad la selección nacional y la del estado Miranda de canotaje y piragüismo tiene sus sedes en el embalse

## Problemática ambiental del embalse
El embalse La Mariposa durante los últimos 20 años ha venido sufriendo un constante deterioro del medio ambiente de su cuenca como consecuencia del aumento demográfico no planificado que ha afectado áreas de su zona protectora por medio de la tala, incendios forestales y vertido de contaminantes a los ríos de la cuenca así como la proliferación de bora (Eichhornia crassipes) al igual que las Babas.  y el aumento de sedimentación y falta de dragado del mismo lo cual se traduce en un bajo rendimiento de la capacidad real del embalse y de la calidad de las aguas que suministra a la población.
Este problema se ha venido reseñando a lo largo del tiempo por diferentes medios de comunicación e información  y aunque las instituciones competentes señalan estar trabajando en el asunto la verdad es que cada día se hace más evidente el deterioro ambiental del embalse.
En el año 2018, el embalse llegó a su momento más crítico precisamente durante el gobierno del Presidente Maduro, administración que hizo caso omiso a la necesidad de inversión que tenía el embalse hasta su colapso en los meses de mayo y junio, cuando gran parte de Caracas se encontró sin el vital líquido, la situación generó un alto descontento social, que terminó en protestas aislada, sobre los sectores más afectados, la problemática solo fue una de las problemáticas que sostenía la sociedad venezolana.